# Mohamadou Sissoko
Mohamadou Sissoko (Parigi, 8 agosto 1988) è un ex calciatore francese di origini maliane, di ruolo difensore.

## Carriera

### Club
Proveniente dalle giovanili dell'Udinese viene ceduto in prestito al Kilmarnock il 18 agosto 2010 per due stagioni. Con questa squadra prende parte alla Premier League scozzese, in cui colleziona 74 partite totali nell'arco di tre anni, l'ultimo dei quali dopo la cessione a titolo definitivo al club scozzese. Successivamente ha giocato in Grecia nel Veria ed in Romania nell'Oțelul Galați.

## Palmarès

### Club

#### Competizioni nazionali
- Lega Pro Prima Divisione: 1

Gallipoli: 2008-2009
- Supercoppa di Lega di Prima Divisione: 1

Gallipoli: 2009
- Coppa di Lega scozzese: 1

Kilmarnock: 2011-2012